# Marcos Rivas
Pour les articles homonymes, voir Rivas.
Marcos Rivas Barrales, né le 25 novembre 1947 à Mexico et mort à Durango le 19 avril 2024, est un footballeur international mexicain, qui joue au poste de milieu de terrain.

## Biographie

### Carrière en sélection
Avec l'équipe du Mexique, il reçoit quatre sélections et inscrit un but entre 1970 et 1973. 
Il figure dans le groupe des sélectionnés lors de la Coupe du monde de 1970. Lors du mondial organisé dans son pays natal, il ne joue aucun match.

## Palmarès
Universidad de Guadalajara
- Coupe du Mexique :
  - Finaliste : 1974-1975.